# Здравец (област Хасково)
Вижте пояснителната страница за други значения на Здравец.
Здравец е село в Южна България. То се намира в община Димитровград, област Хасково, между селата Бряст и Странско.

## История
Създадено по времето на турското иго. След Освобождението в него се заселват преселници от Меричлери и други близки селища.

## Културни и природни забележителности
В селото има лековита чешма, наречена „Горчивата чешма“, за която се вярва, че е полезна за очите.
Ежегодният събор на селото се провежда на 9 май.

## История
Създадено по времето на турското иго. След Освобождението в него се заселват преселници от Меричлери и други близки селища.
Старото име на село Здравец е Съххатларе.